# 마탐브레

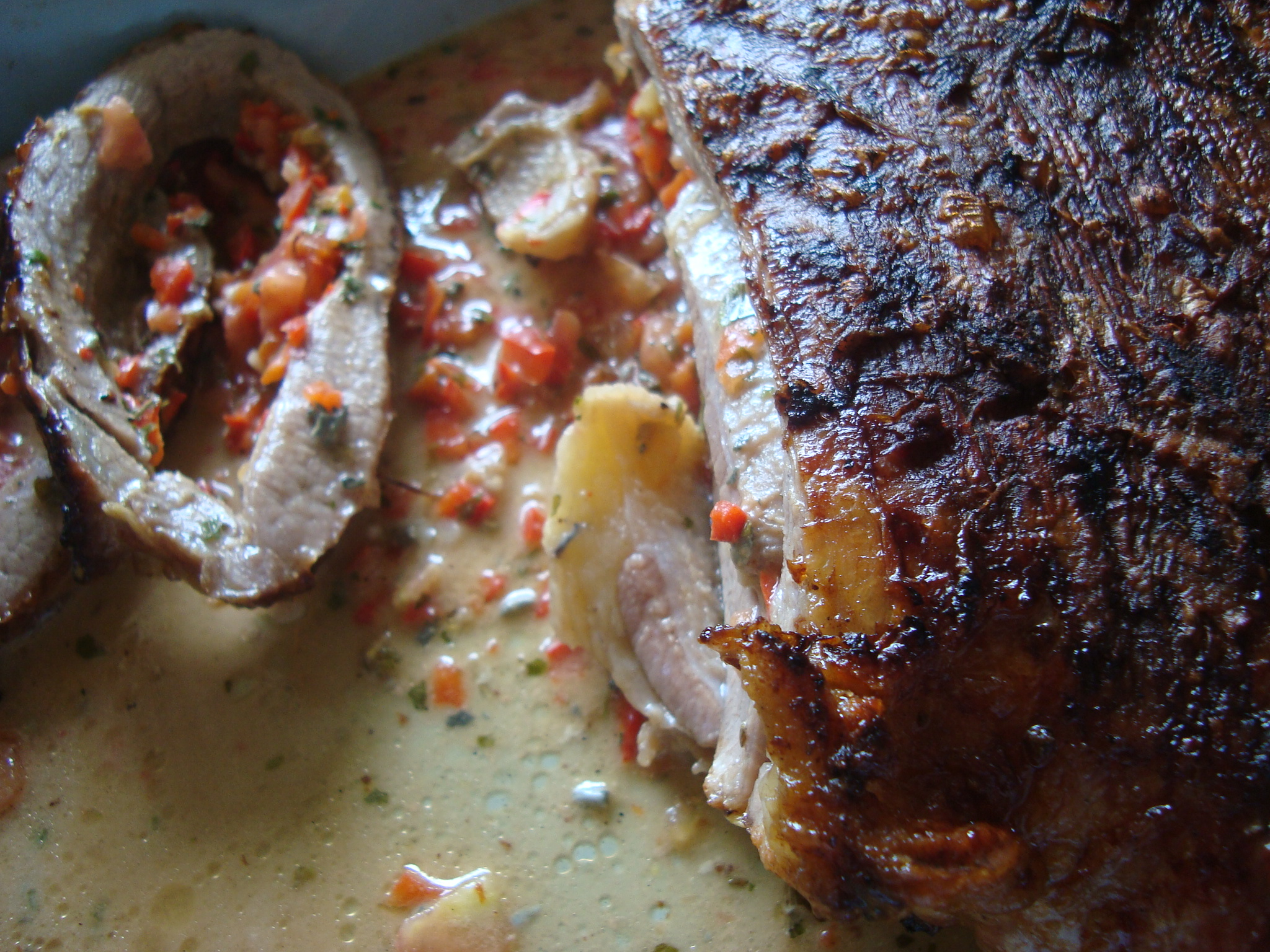
마탐브레

마탐브레(스페인어: matambre)는 아르헨티나, 우루과이, 파라과이 등 라틴 아메리카와 스페인에서 요리에 쓰는 아주 얇은 소고기 부위이다. 거세된 수소의 피부와 갈비 사이의 장미빛 근육살이다.

## 이름
- 마탐브레(matambre): 아르헨티나, 우루과이, 파라과이
- 말라야(malaya): 칠레, 페루(익히지 않은 날것)
- 소브레바리가(sobrebarriga): 콜롬비아
- 수아데로(suadero): 멕시코
- 팔다(falda): 과테말라, 베네수엘라, 스페인, 엘살바도르, 코스타리카, 페루(익힌 것)
- 팔다 블랑카(falda blanca): 파나마

## 지역별 마탐브레

### 아르헨티나
아르헨티나에서 마탐브레는 스테이크로 조리되기도 하지만 전형적인 방식은 아니다. 더 흔한 방식은 마탐브레 아로야도(matambre arrollad, 속이 찬 마탐브레)로 알려진 방식이다. 마탐브레 아로야도 재료는 지역마다 다르지만 가장 흔한 재료는 당근, 반숙 달걀, 후추다.

## 같이 보기
- 아르헨티나 요리
- 말이
- 소를 넣은 음식 목록